# 庙沟门镇
庙沟门镇，是中华人民共和国陕西省榆林市府谷县下辖的一个乡镇级行政单位。

## 行政区划
庙沟门镇下辖以下地区：
庙沟门村、沙梁村、贺家梁村、念沟则村、花皮沟村、周圪崂村、西尧子沟村、安山村、杨家梁村、蒿地墕村、赵五家湾村、粉房沟村、石峡梁村、四道峁村、姬家峁村和圪针塔村。